# Nationalförbundet för Skåne
Nationalförbundet för Skåne, var en regional högerpolitisk organisation i Skåne, och Allmänna valmansförbundets första länsorganisation i Sverige. Förbundet bildades i början av 1907 och dess huvudkontor låg i Malmö men förbundet hade även lokalkontor på mindre orter. I augusti 1911 organiserade förbundet i Helsingborg det dittills största politiska inomhusmöte i Sverige. Förbundets första ordförande var riksdagsmannen Paul Paulson och dess förste sekreterare och ombudsman var Gösta Sjöberg.